# Jack Diamond (cầu thủ bóng đá, sinh 1910)
John James Diamond (30 tháng 10 năm 1910 — 1961) là một cầu thủ bóng đá người Anh thi đấu ở vị trí tiền đạo.